# Eddy Mazzoleni
Eddy Mazzoleni (* 29. červenec, 1973, Bergamo) je italský profesionální cyklista.

## Nejlepší výsledky

### 2001
- 1. místo – 6. etapa Kolem Švýcarska
- 1. místo – 1. etapa Tour de Romandie

### 2005
- 1. místo – Giro del Veneto

## Umístění na velkých tour

### Tour de France
- Tour de France 1998 : 71. místo
- Tour de France 2002 : 70. místo
- Tour de France 2003 : Odstoupil
- Tour de France 2005 : 13. místo
- Tour de France 2006 : 27. místo

### Giro d'Italia
- Giro d'Italia 2000 : 55. místo
- Giro d'Italia 2002 : 15. místo
- Giro d'Italia 2003 : 10. místo
- Giro d'Italia 2004 : 21. místo

### Vuelta a España
- Vuelta a España 1996 : Odstoupil
- Vuelta a España 1997 : Odstoupil
- Vuelta a España 1999 : 60. místo
- Vuelta a España 2004 : 70. místo